# 16901 Johnbrooks
16901 Johnbrooks è un asteroide della fascia principale. Scoperto nel 1998, presenta un'orbita caratterizzata da un semiasse maggiore pari a 2,6427095 UA e da un'eccentricità di 0,1044904, inclinata di 14,33821° rispetto all'eclittica.